# Acide déhydroacétique
« E265 » redirige ici. Pour les autres significations, voir E265 (homonymie).
L'acide déhydroacétique ou déshydroacétique est un composé organique dérivé d'une pyrone, utilisé comme fongicide, bactéricide et régulateur de pH.
Il est utilisé comme additif alimentaire sous le numéro E265. Il est halal, casher et végétarien (il s'agit d'un composé de synthèse). Aux États-Unis, son utilisation est limitée au traitement des légumes de la famille des courges, comme conservateur, dans la limite de 65 ppm résiduels dans le légume préparé. Il n'a pas de toxicité démontrée même à long terme, à des doses de 10 mg/kg de poids corporel pendant 150 jours, mais à très hautes doses, il est source de nausées, ataxie, voire convulsions, et entrave la fonction rénale.